# Epermenia pontificella
Epermenia pontificella is een vlinder uit de familie borstelmotten (Epermeniidae). De wetenschappelijke naam is voor het eerst geldig gepubliceerd in 1796 door Hübner.
De soort komt voor in Europa.